# Cascada Mexiquillo
Cascada Mexiquillo är ett vattenfall i Mexiko.   Det ligger i delstaten Durango, i den centrala delen av landet, 800 km nordväst om huvudstaden Mexico City. Cascada Mexiquillo ligger 2 540 meter över havet.
Terrängen runt Cascada Mexiquillo är kuperad österut, men västerut är den bergig. Runt Cascada Mexiquillo är det mycket glesbefolkat, med 6 invånare per kvadratkilometer. Närmaste större samhälle är La Ciudad, 2,7 km nordväst om Cascada Mexiquillo. I omgivningarna runt Cascada Mexiquillo växer i huvudsak blandskog.